# فیزیک فشاربالا
فیزیک فشاربالا علمی است که به مطالعهٔ اثرات فشار بالا روی مواد و همچنین ساخت ابزار لازم برای تولید فشارهای بالا می‌پردازد. گسترهٔ فشار مورد بررسی معمولاً بین چند هزار تا چند میلیون برابر «فشار جو» است.
«الماس مصنوعی» برای اولین بار با اعمال فشار بالا روی کربن (در دمای بالا) ساخته شد.